# Władysław Skoczylas
Władysław Skoczylas est un aquarelliste et graveur sur bois et enseignant polonais.

## Biographie
Władysław Skoczylas est né à Wieliczka, où son père était contremaître dans les mines de sel de Wieliczka, aujourd'hui inscrites au patrimoine mondial de l'UNESCO. Après avoir fini son gymnasium à Bochnia, il opta pour l'Académie des beaux-arts de Cracovie, où il étudia la peinture avec Théodor Axentowicz et Leon Wyczółkowski, et la sculpture avec Konstanty Laszczka (en), mais dut abandonner la peinture à l'huile, cause d'une allergie qui lui provoquait du rash sur ses mains.
Il enseigna ensuite deux années à la Zespół Szkół Plastycznych im. Antoniego Kenara w Zakopanem (pl) de Zakopane, puis, de 1910 à 1913, il rejoignit Antoine Bourdelle à Paris puis la Hochschule für Grafik und Buchkunst Leipzig pour approfondir sa connaissance et pratique de la sculpture.
Après la guerre, il devint professeur à l'École polytechnique de Varsovie.
Lors des  compétitions artistiques aux Jeux olympiques d'été de 1928 d'Amsterdam, il reçut une médaille de bronze pour une aquarelle inspirée par le tir à l'arc.

## Galerie

Gravures sur bois
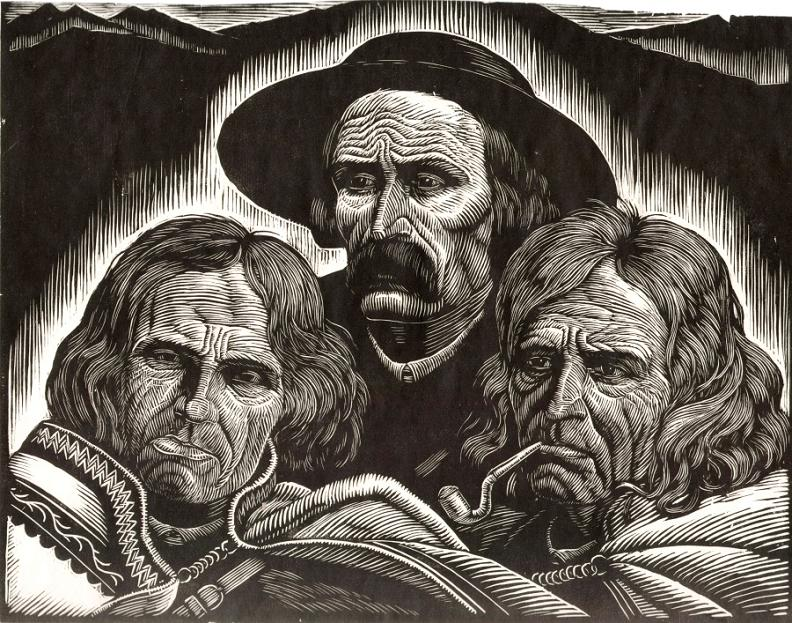
Góralis.
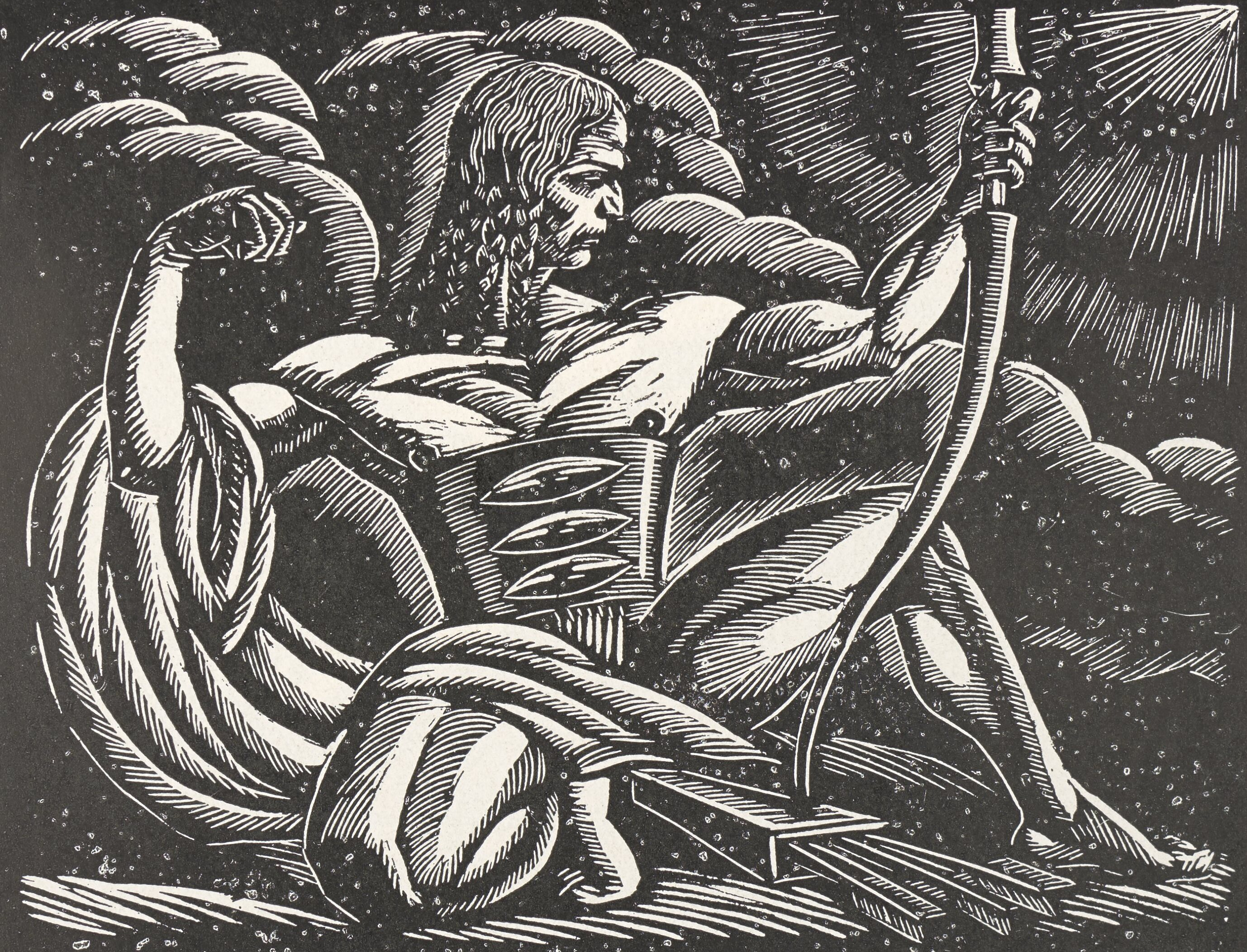
Archer
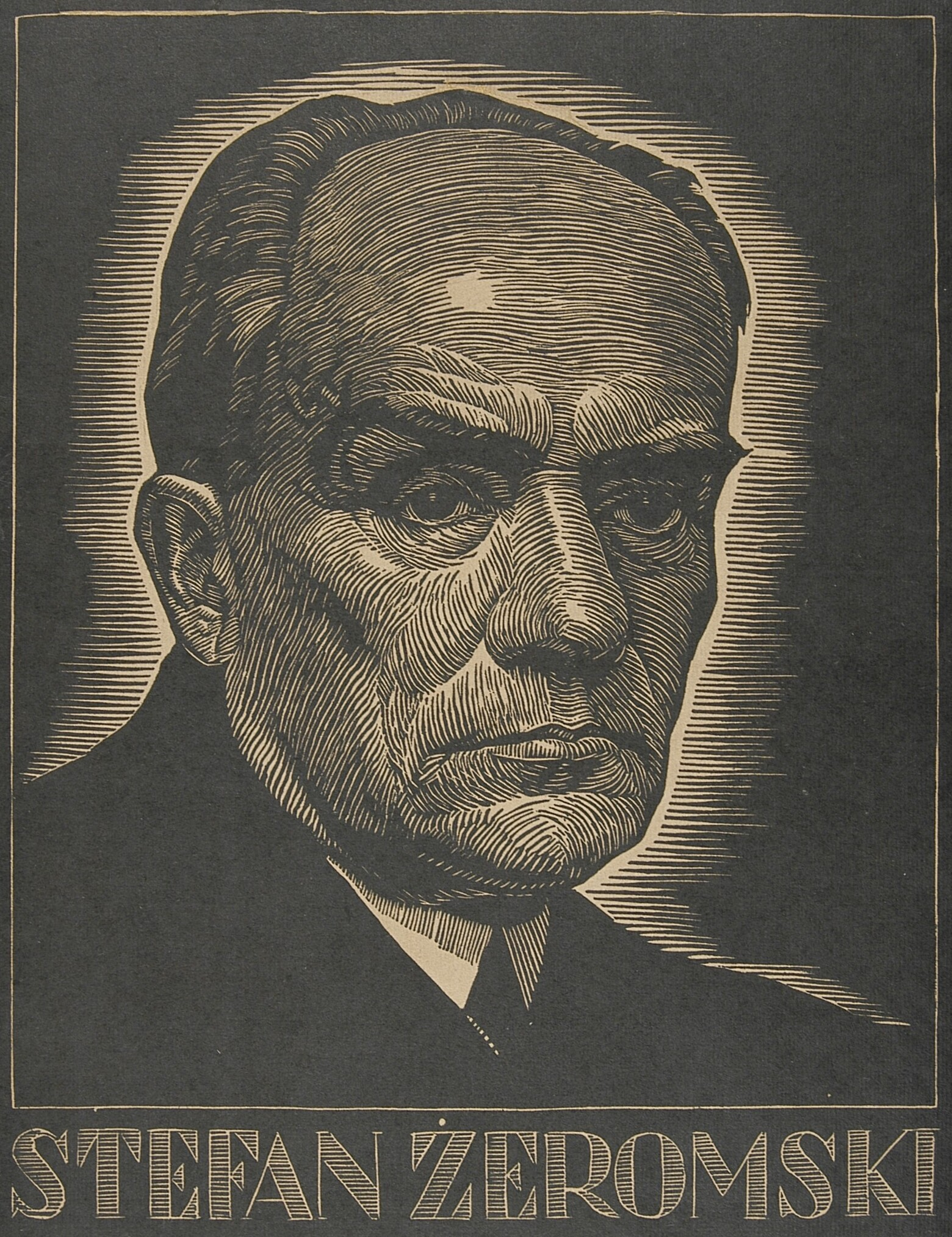
Stefan Żeromski
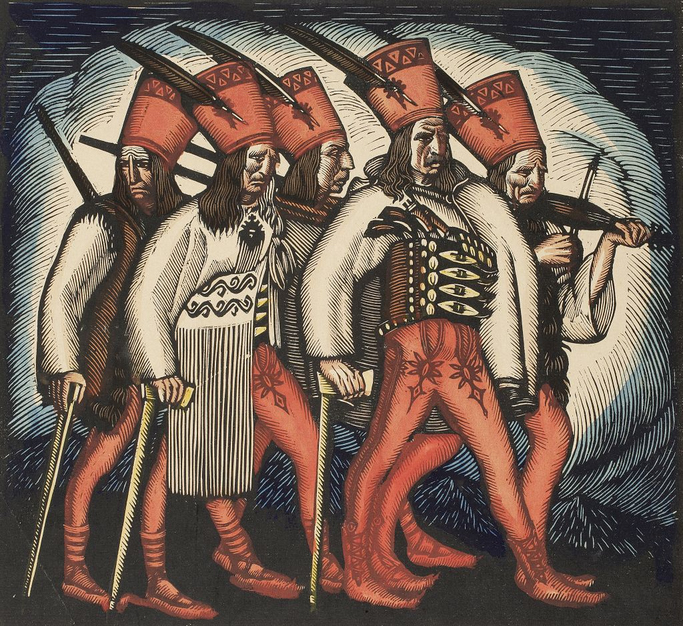
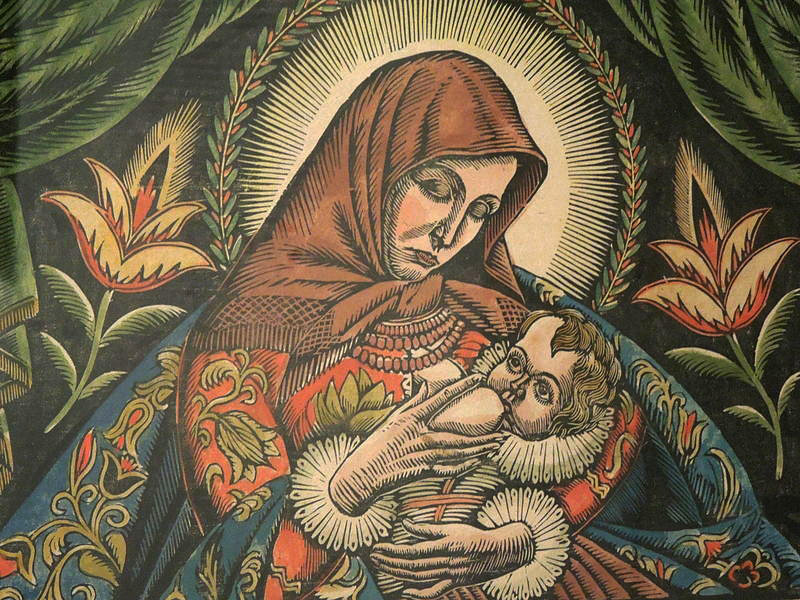
1923, Museum of Art in Łódź (en)
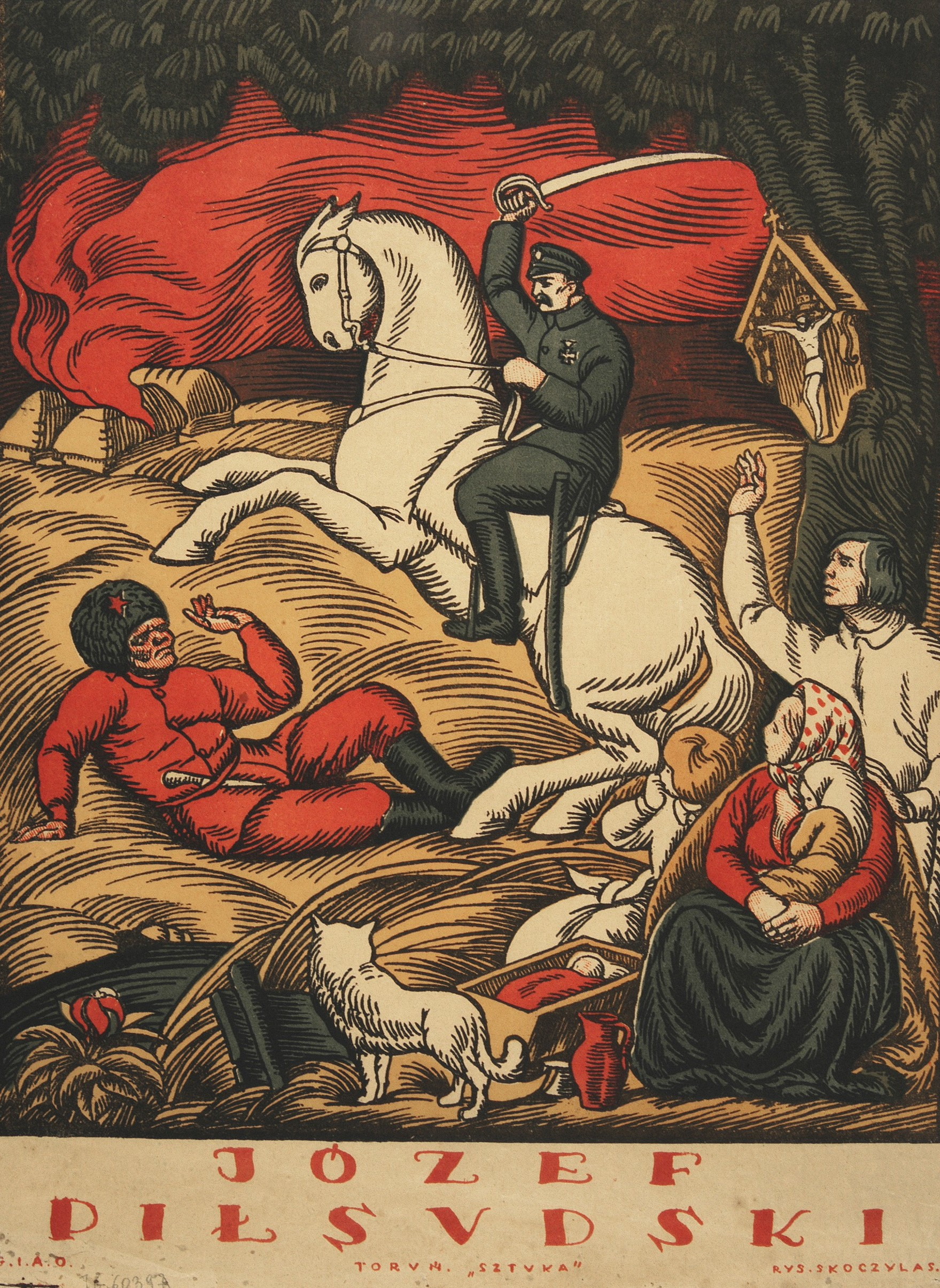
Józef Piłsudski
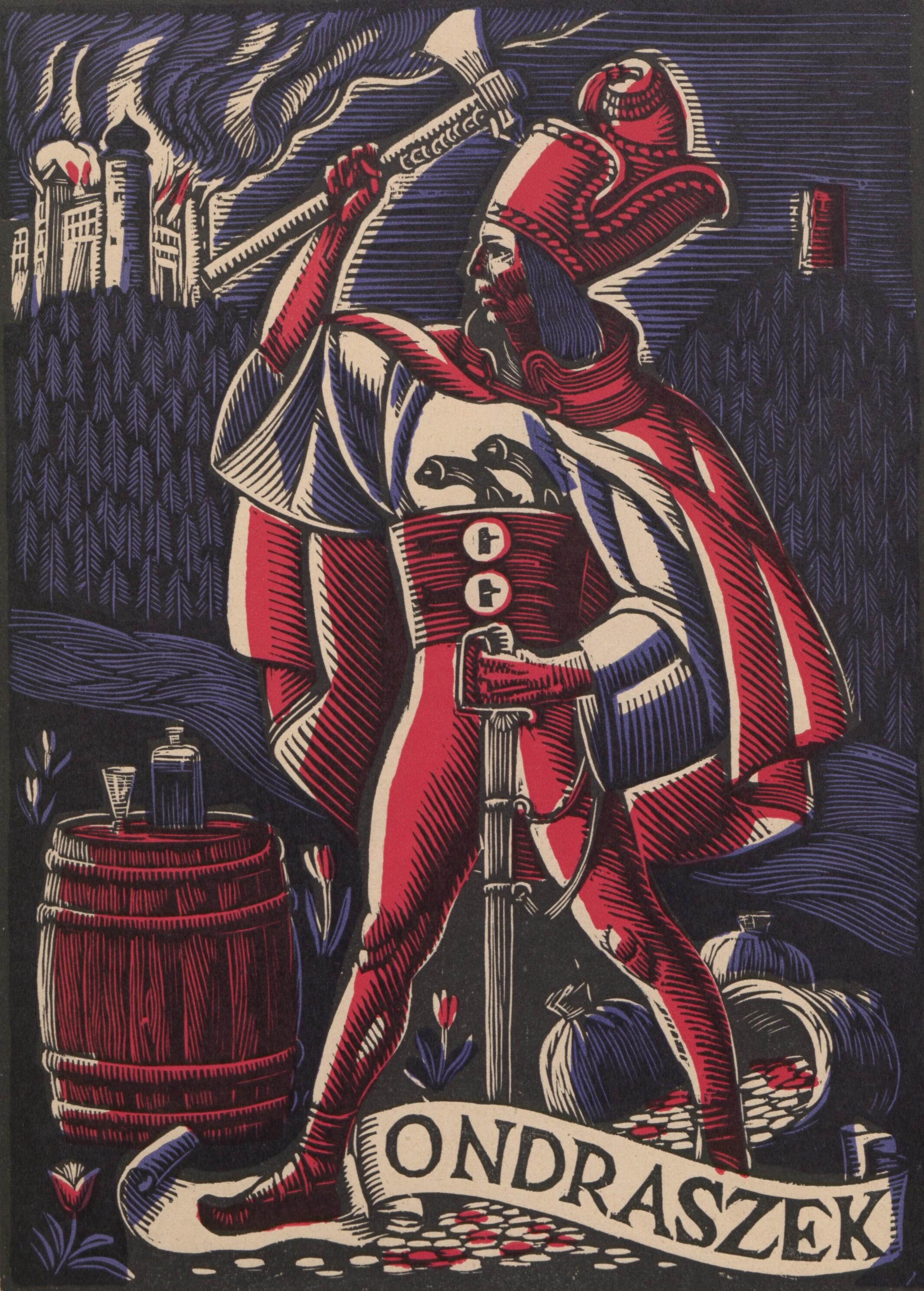
Ondraszek

Peintures
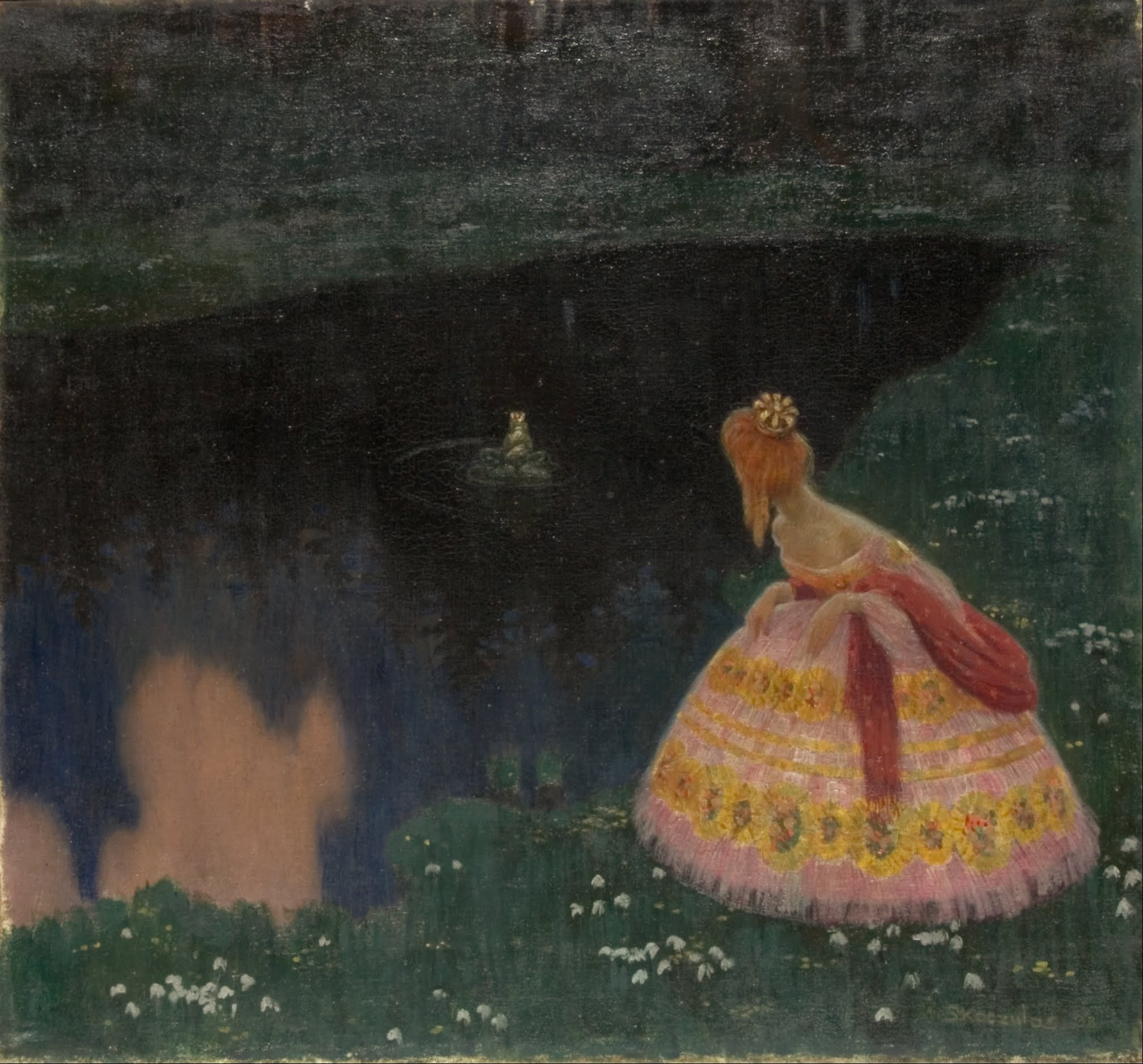
1908, Museum of Art in Łódź (en)
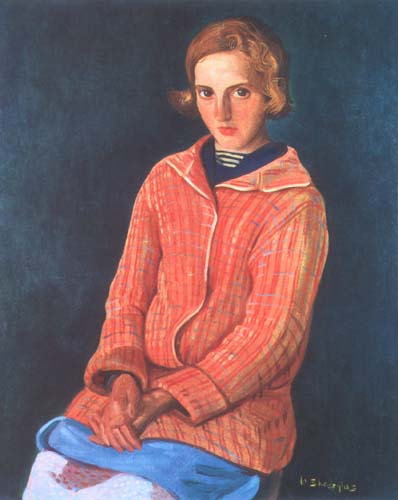
Portrait d'une jeune fille dans un spencer à carreaux
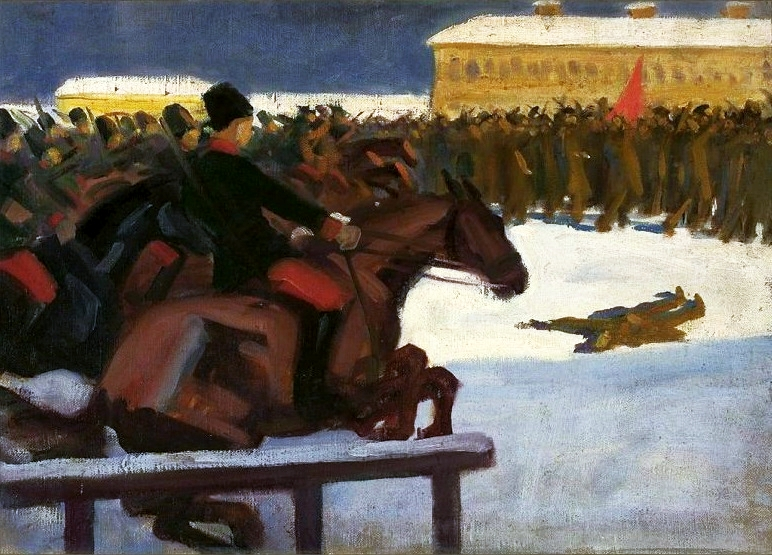
1905, musée national de Varsovie, révolution polonaise de 1905 ou manifestation à Saint-Pétersbourg lors de la révolution de 1905
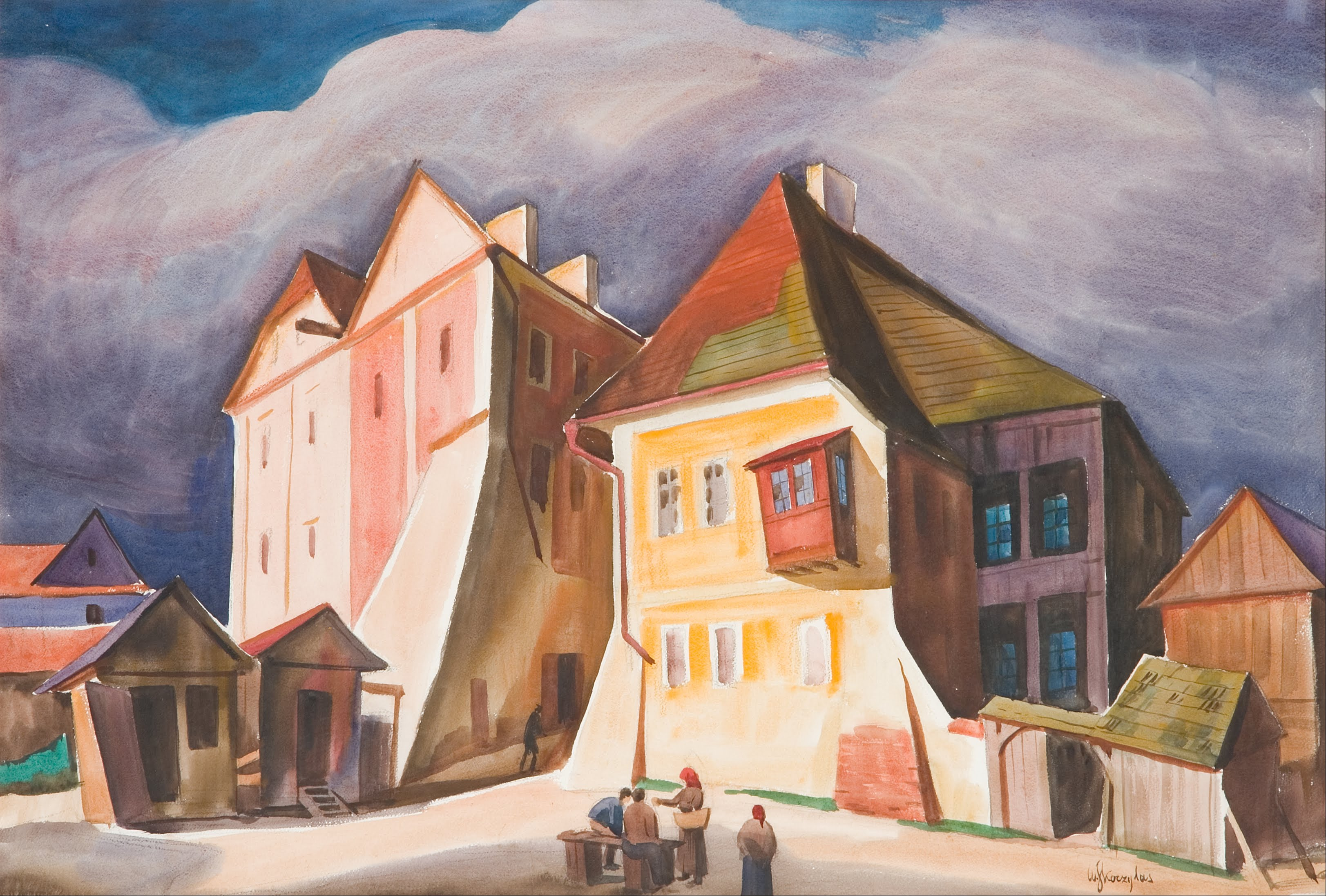
Kazimierz Dolny